# Église Notre-Dame-de-la-Nativité de Saverne
Pour les articles homonymes, voir Église Notre-Dame-de-la-Nativité.
L’église Notre-Dame-de-la-Nativité de Saverne est une église paroissiale, anciennement collégiale située à Saverne dans le département du Bas-Rhin en France. Elle est classée au titre des monuments historiques depuis 1977.
Initialement église paroissiale consacrée sous le vocable de saint Barthélemy et saint Ulrich, elle est élevée en 1485 au rang de collégiale consacrée à la Nativité de la Vierge, statut qu’elle perd à la Révolution française, comme toutes les autres collégiales.
Sur le plan architectural, il s’agit d’un édifice complexe juxtaposant des éléments issus de différentes campagnes de travaux : une phase initiale de construction en style roman, vers le milieu du XIIe siècle, dont subsiste essentiellement le clocher-porche, une première campagne gothique à la fin du XIVe siècle, dont le principal témoin visible est le chœur, et une seconde campagne gothique à la fin du XVe siècle, dont date une grande partie de la nef, ainsi que le bas-côté nord et la chapelle le prolongeant.
Dans le périmètre de l’église se trouve également un bâtiment annexe comprenant une crypte-ossuaire, surmontée d’une chapelle consacrée à saint Michel, ainsi qu’une ancienne galerie de style Renaissance, qui a été convertie en sacristie.

## Historique

### Les grands chantiers duXIIeauXVIesiècle

#### L’église romane
Bien qu’il y ait des soupçons quant-à l’existence antérieure de lieux de culte païens sur le site de l’église actuelle, aucune preuve n’en a été découverte. Le plus ancien document mentionnant directement l’église est une donation en faveur de celle-ci réalisée le 27 mars 1285 par l’écuyer Henri de Borre. Avant cette date on trouve mention de curés de Saverne dès 1211, ce qui laisse supposer, de manière indirecte, qu’un lieu de culte existait déjà auparavant, même s’il ne s’agissait peut-être que d’une église domaniale faisant partie de la colonge de l’évêque (Dinghofkirche). Par ailleurs, les caractéristiques architecturales des parties les plus anciennes de l’édifice, en particulier les premiers niveaux du clocher-porche, indiquent une époque de construction antérieure à 1285, probablement vers le milieu du XIIe siècle,.
Cette construction s’inscrit dans le contexte de l’affirmation de la domination de la ville de Saverne par les évêques de Strasbourg, qui forcent progressivement les Geroldseck et les empereurs à leur céder leurs droits. L’église est alors consacrée sous le vocable de saint Barthélemy et peut-être aussi déjà de saint Ulrich, bien que celui-ci ne soit mentionné qu’à partir du XVe siècle. Elle remplace en tant qu’église paroissiale l’ancienne Bergkirche, qui était une église dite marchiale, c’est-à-dire desservant plusieurs communautés, et se trouvant donc très excentrée.

#### La première campagne gothique

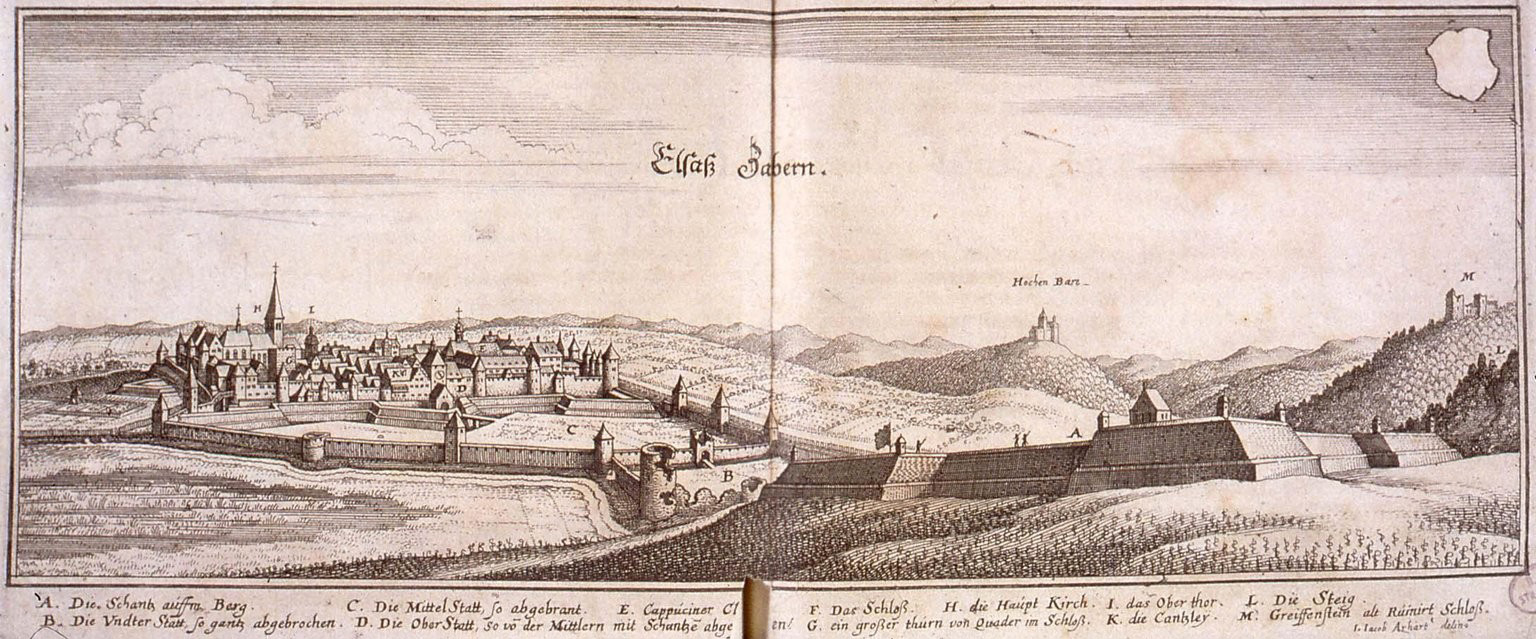
Vue de Saverne en 1644. L’église est visible à gauche avec ses deux flèches gothiques.

Le premier changement majeur dans la structure de l’édifice intervint dans le troisième quart du XIVe siècle. Les travaux commencent par la construction du chœur gothique, qui n’est pas immédiatement voûté, mais reste simplement charpenté ou lambrissé. S’ensuit la reprise de la nef qui, d’après le peu d’éléments romans conservés dans celle-ci, est probablement de grande ampleur : le mur oriental est entièrement démoli et reconstruit, tandis que les murs nord et sud sont percés de baies gothiques, l’ensemble de la nef étant par ailleurs rehaussé de plusieurs mètres. Cette surélévation des murs entraînant celle des toitures, elle a pour conséquence d’enlever son caractère de tour au clocher, qui ne dépasse alors pratiquement plus du toit de la nef et dont les baies orientales donnent désormais dans les combles. Plutôt que de reconstruire une tour ou d’ajouter un étage gothique, le maître d’œuvre conserve son aspect roman : il démonte le dernier étage sur trois côtés puis le remonte en conservant ses éléments romans, moins les baies qui sont réinsérées dans un nouvel étage ajouté au-dessus. La tour est toutefois coiffée d’une flèche de charpente au caractère plus gothique que la toiture en bâtière d’origine[réf. souhaitée]. Enfin, cette première grande campagne de travaux s’achève par la construction de la voûte du chœur, qui a lieu vers 1420.
Parallèlement, des travaux sont entrepris dans les bâtiments annexes de l’église. En particulier, une chapelle est construite au-dessus de l’ossuaire situé à l’extrémité orientale du cimetière paroissial installé au nord de l’église ; elle est achevée en 1456 et dédiée à saint Michel.

#### La deuxième campagne gothique
Le changement majeur de la fin du XVe siècle a lieu sous l’épiscopat d’Albert de Bavière, qui élève l’église au rang de collégiale en 1485. Elle accueille alors les chanoines d’Obersteigen, dont le chapitre a été fondé en 1482 à la suite de la sécularisation de l’ordre de la Steige. Cette élévation est accompagnée d’une modification du protecteur principal, qui devient la Vierge Marie en sa Nativité ; les anciens vocables subsistent toutefois comme protecteurs secondaires et sont augmentés en 1501 de saint Wolfgang et sainte Agnès. L’église devient également au XVe siècle le siège de plusieurs confréries, chacune disposant d’un autel qui s’ajoute ou remplace des autels préexistants.
Ces changements dans l’organisation du culte sont accompagnés d’importantes modifications architecturales entre la fin des années 1480 et 1501, avec la participation de l’architecte Hans Hammer, ancien maître d’œuvre de la cathédrale de Strasbourg. Les premiers grands travaux consistent en l’adjonction d’un collatéral sur le côté nord de la nef, prolongé d’une chapelle consacrée à la Vierge et destinée à accueillir le tombeau monumental d’Albert de Bavière réalisé par le sculpteur Nicolas de Haguenau,. Cette première phase peut être datée de 1492-1496, comme l’indiquent les millésimes gravés en différents endroits du collatéral et de la chapelle. La seconde phase, qui a lieu vers 1501 d’après le millésime gravé sur l’un des contreforts, consiste à voûter la nef. Ces deux phases de chantier sont accompagnées d’autres travaux de plus faible ampleur : modification de certaines baies du mur sud de la nef, construction de la chaire et du jubé, bien que dans ce dernier cas il pourrait s’agir d’une reconstruction. La seconde campagne gothique se termine par la pose des voûtes de la chapelle Saint-Michel, qui portent le millésime de 1504 et la marque de Hans Hammer.
Bien que la seconde campagne gothique soit le dernier chantier majeur, un dernier petit chantier a lieu en 1539, lorsque l’évêque Guillaume de Honstein commande à son maître maçon Blaise Zingg une galerie en style Renaissance. Celle-ci est construite le long du mur d’enceinte, entre l’ossuaire et la porte de l’Oberhof. Son rôle est non seulement de relier le château et la chapelle Saint-Michel, mais il est également prévu qu’elle contienne une représentation sculptée du Christ au Mont des Oliviers ; en outre elle est surmontée d’un étage dans lequel est installée une bibliothèque. Ces travaux, achevés en 1541, entraînent également le remaniement de l’accès à l’ossuaire, désormais enterré sous la galerie, ainsi que la voûte du corridor créée entre le mur d’enceinte et celui de la galerie, du fait qu’il doit supporter une partie de l’étage supérieur.

### Les transformations postérieures au Moyen Âge
La réalisation de la galerie est le dernier chantier dont l’exécution était planifiée et dont le but était d’améliorer autant la fonctionnalité que l’esthétique de l’église et de ces annexes. À partir du XVIIe siècle, l’église ne connaît que petites réparations et constructions de fortune, qui altèrent considérablement les bâtiments à certains endroits  et ne tiennent que rarement compte de l’esthétique. En 1619, peut-être en prévision du siège de la ville par Mansfeld et par la nécessité de disposer de davantage d’espaces couverts, la galerie du Mont des Oliviers est doublée par un nouveau mur, tandis que celui de la chapelle Saint-Michel est rehaussé d’un étage. Au même moment, un nouveau bâtiment de deux étages, qui prend le nom de , est construit le long du mur du chœur, à l’est de la chapelle de la Vierge. L’église n’est pas endommagée par ce premier siège, mais l’est en revanche lors de celui de 1632, après lequel il est nécessaire de remplacer l’intégralité de la toiture[réf. souhaitée]. En 1717, le jubé est déplacé à sa place actuelle, contre le mur oriental de la nef.
La fin du XVIIIe siècle est le début d’une période de destructions, qui débute par la démolition de la flèche de charpente gothique en 1760. Puis, à la Révolution, les cloches sont confisquées, les tombeaux des évêques pillés et celui d’Albert de Bavière complètement détruit. L’église est un temps convertie en temple de la Raison et en lieu de réunions politiques, avant d’être finalement transformée en entrepôt à foin. L’église est rendue au culte catholique en 1799. Enfin, en 1842, la flèche coiffant le chœur est abattue.
Après 1870, les nouvelles autorités allemandes nomment un nouveau curé et ordonnent une grande restauration de l’église : la  est démolie, le badigeon beige couvrant l’intérieur est décapé, le mobilier refait en style néo-gothique et de nouveaux vitraux sont installés. Vers 1910, l’espace à l’intérieur de l’église est insuffisant pour le nombre de paroissien et l’état de la tour préoccupant. Le curé Huber envisage alors un projet particulièrement ambitieux consistant non seulement à ajouter un collatéral au sud, mais surtout à détruire le clocher-porche pour étendre la nef vers l’ouest, en lui ajoutant deux tours. Ce premier projet est rejeté par l’administration, qui conditionne la réalisation des travaux au remontage de la tour à l’identique.
L’état de la tour continuant de se dégrader au point de présenter un danger, l’administrateur du district ordonne la fermeture de l’église à partir du 21 octobre 1912 et interdit la sonnerie des cloches. L’étude technique qui est réalisée préconisant le démontage et la reconstruction presque complète de la tour, le curé Huber y voit une occasion de relancer son projet d’agrandissement. Il propose ainsi de profiter des travaux pour décaler la tour de dix mètres vers le sud, de construire dans son prolongement un collatéral et d’étendre la nef et le bas-côté nord pour les aligner sur la tour, avec une façade néo-gothique. Malgré la campagne d’opinion intense du curé, le projet est rejeté après qu’une nouvelle solution technique bien moins coûteuse ait été trouvée. L’église est à nouveau ouverte au culte le 1er novembre 1913, mais il faut attendre le 30 mai 1914 pour que les cloches puissent de nouveau sonner.
L’église est endommagée par un bombardement aérien le 31 juillet 1918, qui occasionne la destruction d’une partie des vitraux. La Seconde Guerre mondiale n’entraîne pas de dégâts importants, mais l’ossuaire est transformé en abri anti-aérien et n’est restauré dans ses dispositions antérieures que lors des travaux de 1969-1973. Lors de cette même campagne, la majorité du mobilier néo-gothique est enlevée. Peu après ces restaurations, en 1977, l’église est classée Monument historique.

## Architecture

### Clocher-porche

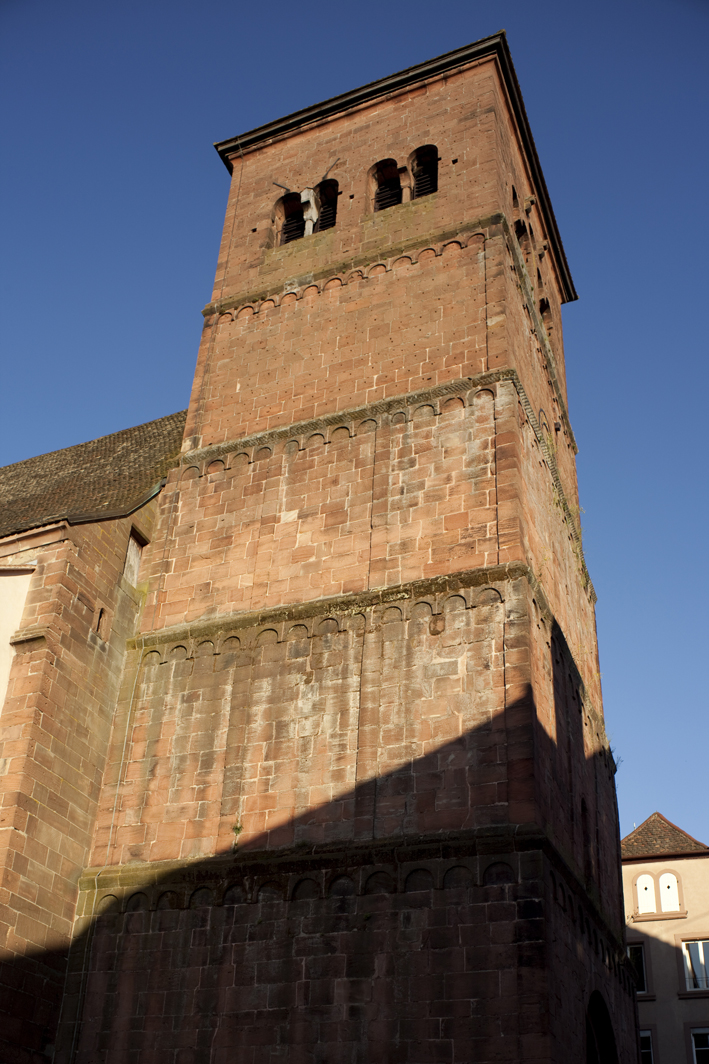
Clocher-porche vu du nord.

Le clocher-porche est une tour de plan quadrangulaire de 9,35 m de large par 8,70 m de long à l’extérieur au-dessus du socle. Il compte cinq niveaux d’élévation, chacun présentant un léger retrait sur le niveau précédent, le tout étant coiffé d’un toit de faible hauteur à quatre versants. La tour est posée sur un socle à gradins, dont la hauteur importante est en partie liée au changement de niveau du sol depuis la construction, le sol d’origine étant plus haut. La maçonnerie présente un appareil régulier de grès rose, toutefois il apparaît clairement que les pierres utilisées pour les trois premiers niveaux n’ont pas la même provenance que celles des quatrième et cinquième niveaux, plus foncées. De même, la technique de construction est différente : les blocs de la partie supérieure portent tous des trous de louve, absents des trois premiers niveaux, et sont maçonnés avec des joints plus épais.
L’accès principal se fait à l’Ouest au premier niveau par un portail en plein cintre très simple et sans ornements. Les portes en bois datent de 1894 et imitent celles du XIIe siècle de l’église de Saint-Jean-Saverne. À droite du portail on peut voir une ligne gravée de 183 cm avec l’inscription dis ist di holz dan : cette ligne servait au Moyen Âge et à l’époque moderne d’étalon pour le bois flotté sur la Zorn. Les parois extérieures sont décorées de lésènes aux angles et des arcatures typique du style roman. Le portail donne sur une salle voutée d’ogives dont les nervures ont une forme typique de la deuxième moitié du XIIe siècle dans la région. Les deux niveaux suivants présentent un décor extérieur similaire avec lésènes et frises d’arcatures, celle du troisième niveau étant de plus surmontée d’un bandeau à damier. Au deuxième niveau, directement au-dessus du portail, se trouve une niche abritant une statue de Vierge à l’Enfant. Cette niche n’est pas d’origine et a été taillée dans le mur à posteriori. De petits jours en plein-cintre permettent d’éclairer l’intérieur du troisième niveau, qui donne a l’Est sur le comble de la nef. Visible depuis le comble, la façade orientale montre la même décoration que les autres côtés, ce qui laisse à penser qu’elle était visible à l’origine. Ces trois premiers niveaux remontent à la tour d’origine, probablement construite peu avant 1150 du fait de la similitude avec les tours de Reutenbourg et Altenstadt.
Le quatrième niveau est éclairé par deux jours trilobés du côté Ouest et un en plein cintre du côté sud, ce dernier étant probablement postérieur. Il est décoré lui-aussi d’arcatures et de lésènes d’angle, mais les lésènes intermédiaires des deux niveaux précédents sont absentes. Du côté Nord, l’une des arcatures a la particularité d’être décorée d’un trilobe gothique similaire à celui des ouvertures de la façade occidentale. En outre, le côté Est, visible depuis le comble de la nef, présente deux baies géminées bouchées. Le cinquième niveau abrite la chambre des cloches et ouvre sur l’extérieur sur chaque face par deux baies géminées, sauf à l’Est où il n’y en a qu’une. Ces baies sont en plein-cintre et divisées par des colonnettes monolithes dont les chapiteaux sont ornés de motifs décoratifs en méplat, l’ensemble étant indubitablement de style roman. Les baies bouchées et la présence d’éléments romans au milieu de parties gothique laisse à penser que, vers la fin du XIVe siècle, la chambre des cloches a été surélevée d’un niveau. Pour ce faire, les constructeurs ont démonté le quatrième niveau afin de récupérer les baies qu’ils ont intégré dans le cinquième niveau après avoir reconstruit le niveau inférieur.

### Chœur

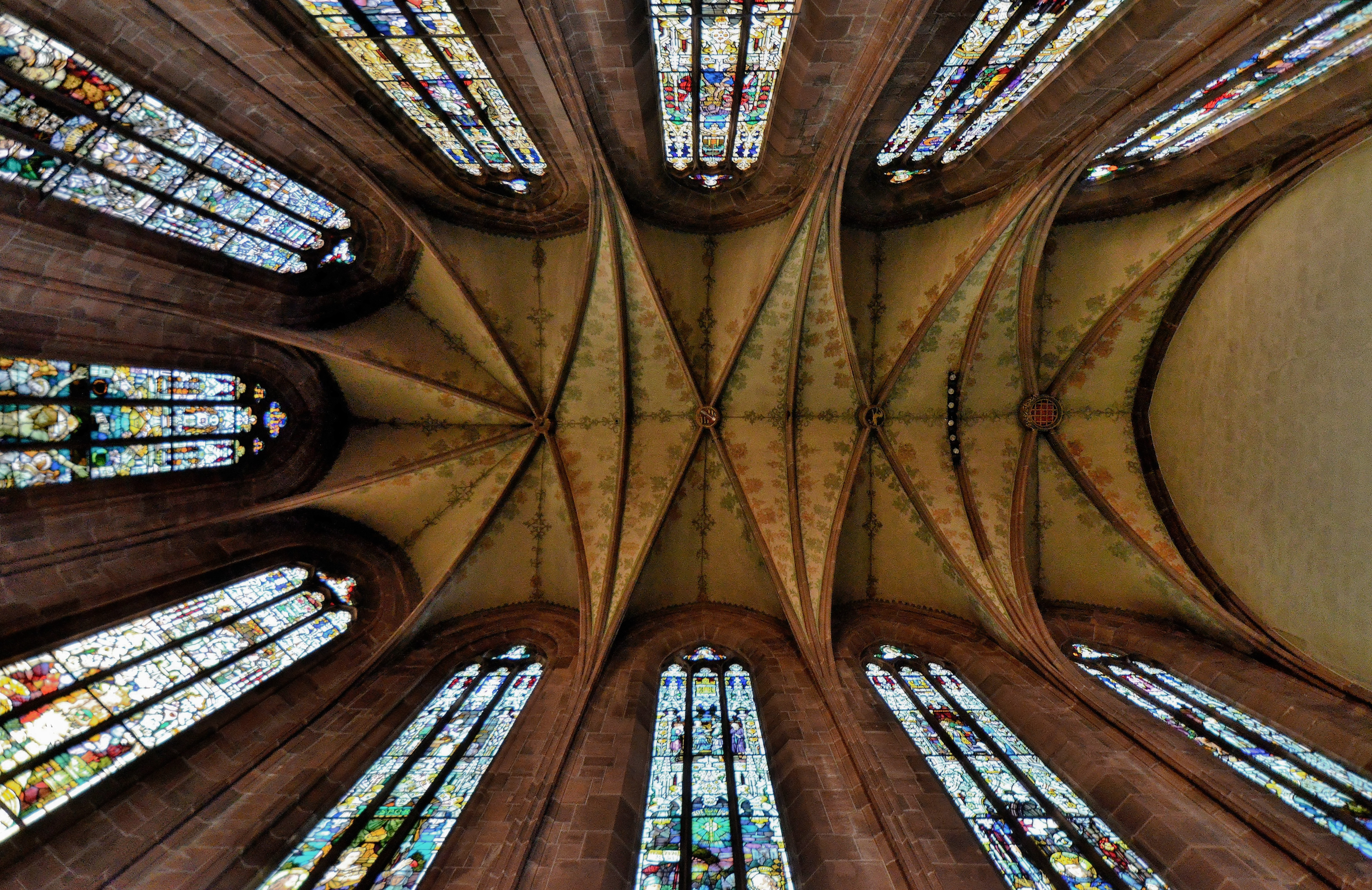
Voûte du chœur.

Mesurant intérieurement 8,40 m de large pour 17,30 m de long, le chœur compte trois travées droites terminées par une abside à cinq pans d’octogone. Il est entièrement construit en grand appareil de grès rose, dont les blocs montrent à l’extérieur des trous de griffe. L’éclairage est assuré par des baies à trois lancettes surmontées de réseaux gothiques, dont les formes se retrouvent fréquemment dans la région au XIVe siècle, notamment sur le massif occidental de la cathédrale de Strasbourg, et peuvent être datés des environs de 1380. Elles sont placées au-dessus d’un soubassement assez haut, dont elle sont séparées par un bandeau mouluré.
Le chœur est voûté d’ogives, dont la hauteur est supérieure aux voûtes de la nef, lui donnant un aspect plus élancé que celle-ci. Ces voûtes retombent sur des piles engagées, soutenues à l’extérieur par des contreforts. Ceux-ci sont liaisonnés de manière anormale, montrant qu’ils ont été construits postérieurement au mur. Il en est de même à l’intérieur, où les piles ont été incrustées à posteriori et coupent le bandeau mouluré du soubassement, qui a été retaillé. En outre, à la différence de celui des baies, le profil des arcs est plutôt typique du XVe siècle et les clefs de voûte sont décorées d’une tête de Christ pour la plus orientale, ainsi que des blasons de Saverne et de l’évêque Guillaume de Diest, ce dernier ne s’installant sur place qu’en 1418. Ceci laisse à penser que le chœur a été bâti entre 1380 et 1400 d’abord sans voûtes, puis que celles-ci ont été ajoutées entre 1420 et 1440.
Le chœur était surmonté d’une haute flèche, dont on ne connaît pas la date de construction, détruite en 1842.

### Nef

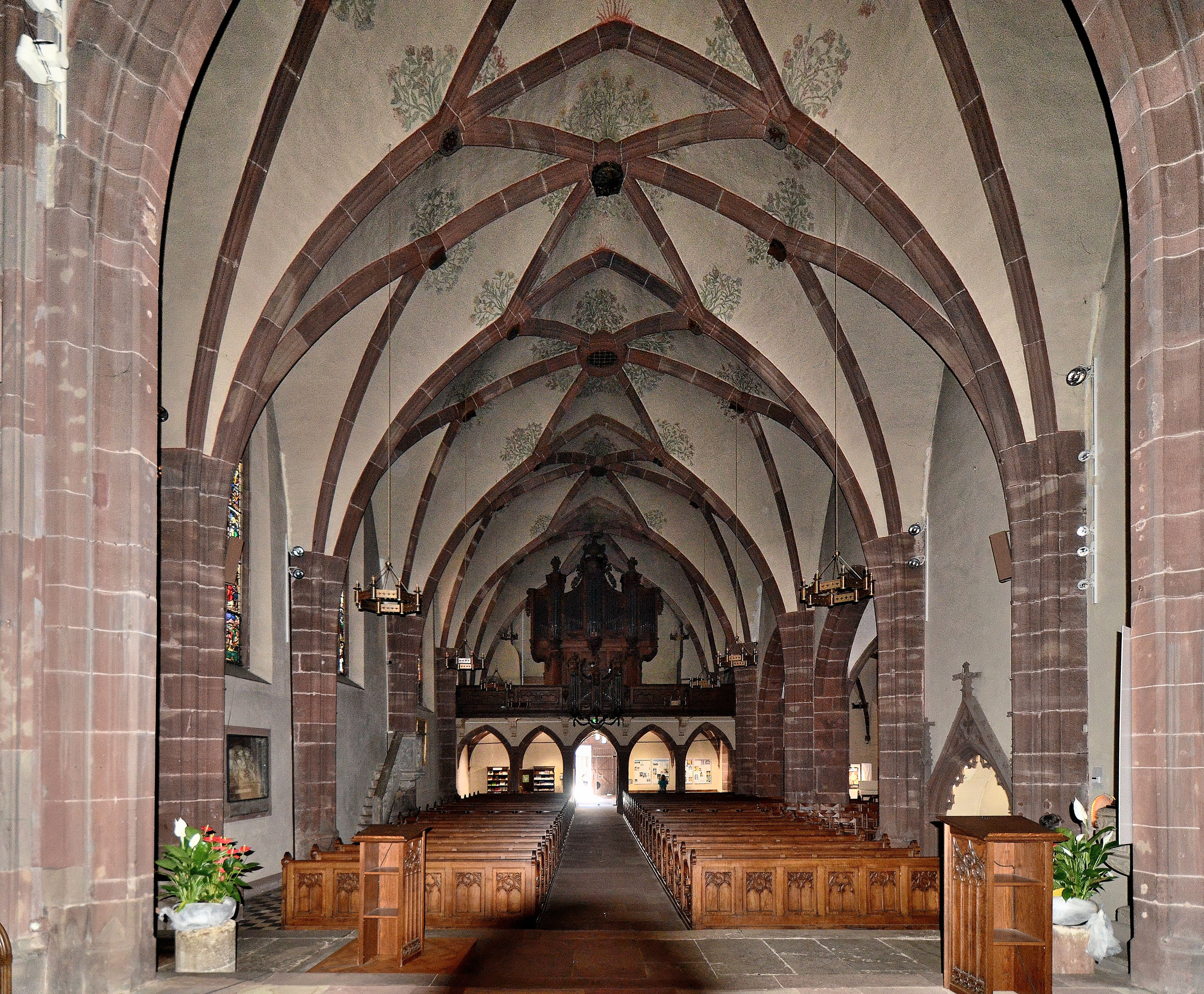
Vue d’ensemble de la nef depuis le chœur.

La nef actuelle est le résultat de la transformation progressive de la nef romane au fil des siècles. Il ne subsiste de cette dernière que la partie inférieure du mur sud, mais les éléments qui y sont conservés sont suffisants pour avoir une idée générale de sa forme : elle occupait la même surface que la nef actuelle et était percée de petite fenêtres en plein cintre dont subsiste un exemplaire bouché dans la dernière travée. Les traces de deux arcs bas en plein cintre d’époque romane ont été également découverts à la base du mur sud, mais leur fonction demeure inconnue.
Cette première nef de l’époque romane fut modifiée une première fois lors de la première campagne gothique. Les murs gouttereau et la toiture furent rehaussés, tandis que de nouvelles baies furent aménagées ; il subsiste de ces travaux la fenêtre la plus orientale côté sud, ainsi que les restes d’une série de baies dans ce qui reste du mur nord, qui est aujourd’hui dissimulé dans le comble du collatéral.
La grande voûte à résille date des grands travaux de l’extrême fin du XVe siècle et sa conception montre qu’elle n’était pas prévue lors de la construction du collatéral en 1494. Ce chantier posa des difficultés techniques conséquentes : le maître d’œuvre dû composer avec l’ancienne nef, sur laquelle s’appuyaient les parties récemment construites, mais dont les murs étaient trop faibles pour pouvoir supporter la charge d’une voûte, la voûte devait aussi couvrir un espace très large sans supports intermédiaires, et enfin il ne pouvait construire des piles trop volumineuses, au risque sinon d’encombrer l’espace intérieur. Il adopta donc une solution ingénieuse, mais complexe : il construit des piliers intérieurs, adossés côté sud à des contreforts, et côté nord aux piliers des grandes arcades, les murs subsistant comme simples cloisons n’ayant plus aucun rôle structurel. L’impossibilité d’installer des contreforts du côté nord, du fait de la présence du collatéral, empêcha cependant d’élever la voûte aussi haut que celle du chœur, d’où sa faible hauteur. Les clés de voûtes sont ornées des armoiries d’Albert de Bavière, de membres de sa famille et de villes de la région.
Deux des piliers du côté sud, le premier et le dernier, sont ornés de sculptures : un ange tenant les armoiries d’Albert de Bavière pour le premier et un chien assis pour le dernier. Beyer rapproche ce dernier de sculptures similaires se trouvant sur le tabernacle de l’église principale d’Ulm et attribué à Nicolas de Haguenau. Sur le mur oriental, du côté sud, subsistent des restes d’une fresque du Moyen Âge représentant des personnages agenouillés en prière sur fond de motifs décoratifs noirs et rouges.

### Collatéral nord et chapelle de la Vierge

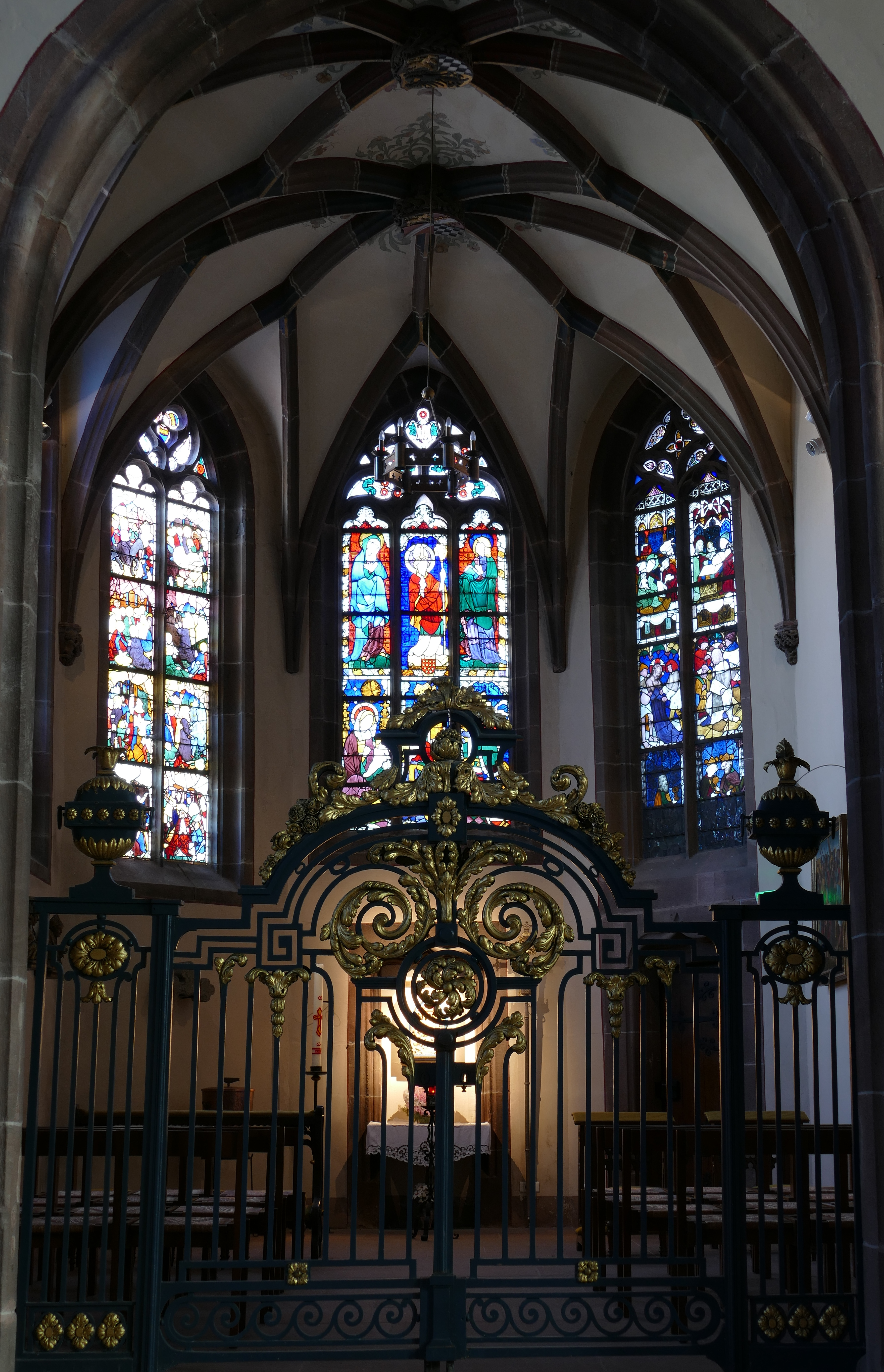
Chapelle de la Vierge.

Le collatéral nord fut construit vers 1494, comme l’indique un millésime portant cette date qui se trouve sur la baie ouest. Lors de la construction des grandes arcades lui permettant de communiquer avec la nef, le choix technique fut de ne pas détruire complètement le mur de celle-ci, mais de simplement percer les arcs en sous-œuvre. La porte occidentale, qui donne sur l’extérieur, porte sur l’ébrasement gauche une tête d’homme barbu, et sur l’ébrasement droit une sculpture fortement érodée ; une autre porte, désormais murée, s’ouvrait côté nord vers le cimetière. Le collatéral est entièrement voûté d’ogives retombant sur des culots sculptés et comportant des clés armoriées, en particulier avec le blason du Landgraviat d’Alsace et d’Albert de Bavière. La voûte présente toutefois un défaut à l’extrémité est du collatéral, où ses voûtains pénètrent dans le mur au lieu de retomber proprement sur un support. Grodecki attribue ce problème à un changement de plan lors de la construction de la chapelle de la Vierge, qui aurait été rallongée d’une demi-travée aux dépens du collatéral.
Cette chapelle porte sur l’un des contreforts extérieurs la date de 1493, et il est établi par ailleurs qu’elle a été consacrée en 1496. Longue de trois travées et demi, elle est couverte d’une voûte en résille similaire à celle de la nef, retombant sur des culots sculptés et avec des clés ornées d’armoiries, notamment celles d’Albert de Bavière. Les fenêtres sont du même style que celles du collatéral et, à l’extérieur, sur le rebord de l’une d’elles se trouve un nid d’hirondelle sculpté.
La chapelle était destinée à accueillir le tombeau d’Albert de Bavière. Celui-ci a été en grande partie détruit à la Révolution, et il n’en subsiste que quelques traces sur le mur nord. Invisibles sous le dallage, en avant de l’autel, se trouvent trois caveaux voûtés. Celui de gauche contient le sarcophage de Jean de Manderscheid, identifié grâce aux armoiries peintes sur les parois. Au centre se trouve le cercueil d’Armand Jules de Rohan, archevêque de Reims décédé alors qu’il était de passage à Saverne. À droite se trouvait le tombeau d’Armand Auguste de Rohan-Soubise, qui a été saccagé et pillé à la Révolution. Le mausolée d’Érasme de Limbourg se trouvait également dans la chapelle, le long du mur sud, mais il ne subsiste aucune trace de son existence, de même que du grand monument de Jean de Manderscheid, placé au même endroit, qui est cependant connu par un dessin conservé au musée Národni de Prague.
Entre le collatéral et la chapelle qui le prolonge se trouve une grille en fer forgé réalisée vers 1778 par Jean-Baptiste Pertois, similaire à celle qu’il avait exécutée dix ans plus tôt pour la cathédrale de Strasbourg.

### Constructions annexes

#### Ossuaire

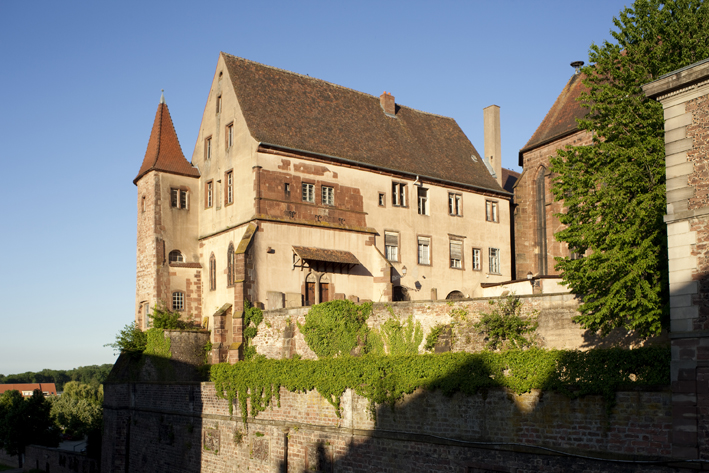
Les bâtiments annexes.

De tous les bâtiments annexes, l’ossuaire est probablement le plus ancien : bien qu’il ne soit pas documenté avant la construction de la chapelle Saint-Michel au début du XVe siècle, les historiens le datent généralement du XIVe siècle. Il s’agit d’une salle carrée d’environ 7 m de côté complètement aveugle, voûtée d’ogives retombant aux angles sur des piliers courts, ouverte au sud sur un couloir par deux arcades en plein cintre et disposant d’un autel en pierre collé au mur est.
Il a contenu des ossements jusqu’en 1904, mais le cimetière paroissial, qui occupait l’espace au nord de l’église, ayant été déménagé à la fin du XVIIIe siècle, il n’était probablement plus utilisé dans ce rôle depuis au moins un siècle. Alors qu’il est aujourd’hui totalement enfermé dans d’autres constructions, il était à l’origine isolé dans le coin nord-est du cimetière, appuyé contre la muraille de la ville se trouvant derrière, les deux grandes arcades permettant de voir les ossements. En revanche il n’est pas établi s’il était déjà en partie enterré comme aujourd’hui, ou si cette situation est le résultat d’un remblai postérieur.
Lors de la construction de la galerie de Guillaume de Honstein, l’entrée de l’ossuaire, se trouvant directement sous la travée nord de celle-ci, se retrouva condamnée et il fallut la réaménager en créant en avant des arcades un couloir voûté d’arêtes qui donnait sur l’extérieur à l’ouest. Ce travail fut à refaire lors de l’élargissement de la galerie, qui couvrit à nouveau l’entrée.

#### Chapelle Saint-Michel

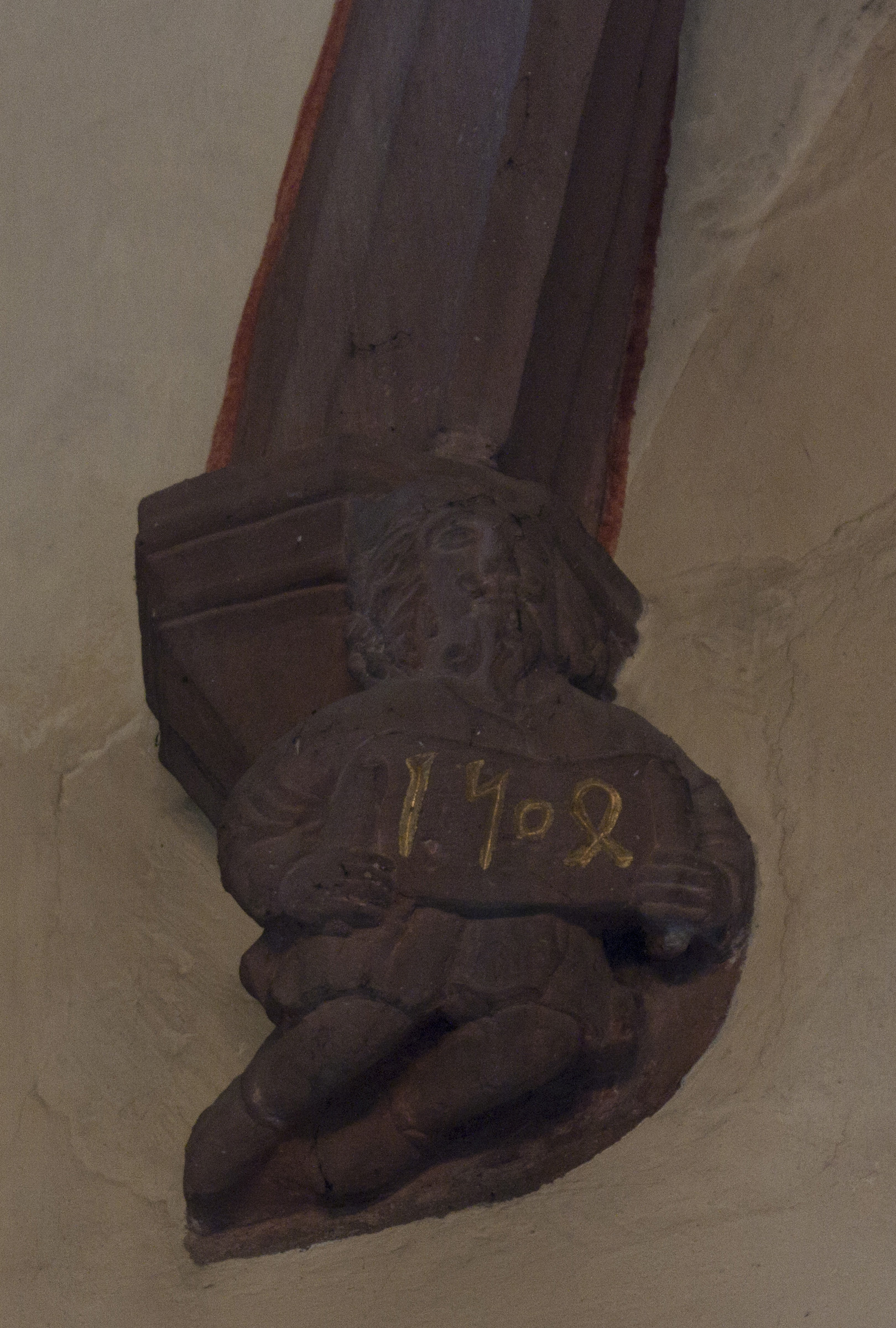
Culot sculpté dans la chapelle Saint-Michel avec la date de 1504 sur le phylactère.

La chapelle Saint-Michel se trouve au-dessus de l’ossuaire, mais n’est pas à proprement parler un étage de celui-ci : étant de dimensions plus importantes, ses murs extérieurs ne se trouvent pas au droit de ceux de l’ossuaire et disposent probablement de leur propre fondations. L’intérieur est divisé en deux travées, dont la plus orientale est irrégulière, le mur s’infléchissant au nord-est du fait de la présence de la tourelle d’escalier ; cette disposition a des conséquences sur la voûte d’ogive, qui de ce côté retombe sur un culot placé haut sur le mur.
La porte d’entrée, côté ouest, est constituée d’une porte géminée surmontée d’un linteau massif dont la taille donne à chaque porte un tympan en arc brisé décorés de trilobes. Ces tympans étaient également dotés de sculptures qui ont été martelées à la Révolution, mais dont les restes permettent d’identifier trois écus à gauche, une étoile et peut-être le Soleil et la Lune à droite. À l’intérieur un escalier étroit au sud-ouest donne accès à l’ossuaire et une porte à l’est sur un corridor. Initialement, la chapelle était éclairée par deux baies sur trois côtés, mais seules celles du côté nord donnent encore sur l’extérieur ; les fenêtres du côté ouest donnent sur le corridor et ne fournissent de la lumière qu’indirectement par des jours percés dans le mur d’enceinte ; celles côté sud ont été murées au moment de la construction de la galerie de Guillaume de Honstein. La conséquence de ces modifications est que la chapelle, qui était à l’origine très lumineuse, est aujourd’hui plutôt sombre.
La voûte comporte des sculptures d’un style similaire à celles des autres parties de l’église de la même époque, comme la nef, le collatéral et la chapelle de la Vierge. Chaque culot est ainsi orné d’un personnage, parmi ceux-ci se trouve sur le culot nord-est un homme tenant un phylactère avec la date 1504, et les deux culots médians portent des anges tenant des écus, qui devaient être peints, mais qui sont désormais vides. En outre, une des clés de voûte est sculptée aux armes d’Albert de Bavière et au-dessus de la console de l’ange nord se trouve la marque de maître de Hans Hammer.
La chapelle et son étage ont accueilli le musée de Saverne de 1858 à 1969, date à laquelle elle a été rendue au culte.

#### Galerie de Guillaume de Honstein

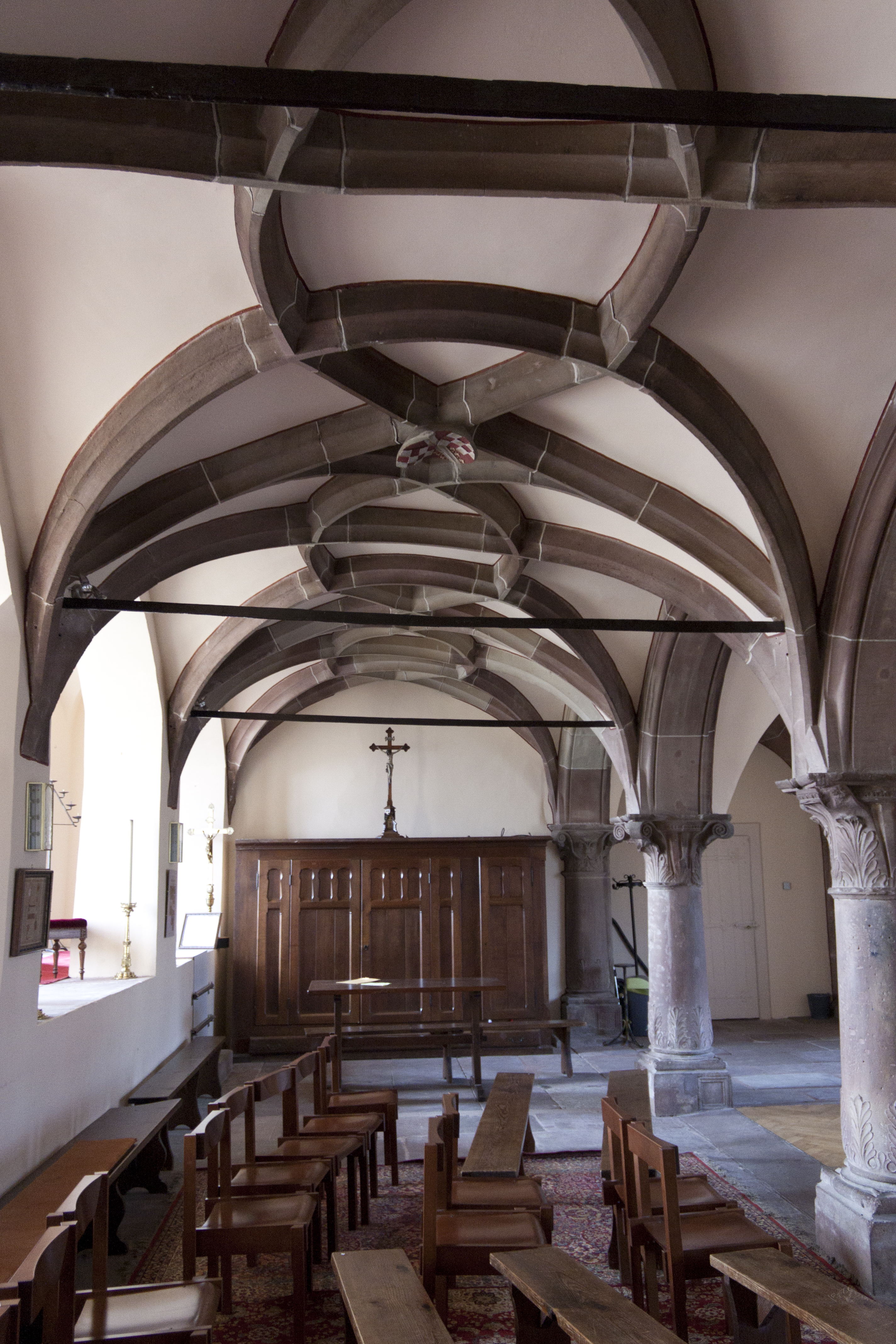
Travée orientale de la galerie de Guillaume de Honstein, correspondant à l’état de 1539.

L’ancienne galerie, dite du Mont des Oliviers ou  de Guillaume de Honstein, est aujourd’hui un bâtiment composé de trois niveaux coiffés d’un comble, construit dans le prolongement de la chapelle Saint-Michel au nord, et relié à l’ancien Oberhof au sud. Il paraît de l’extérieur assez banal, voire disgracieux, du fait de ses fenêtres dont les encadrements sont tous dépareillés. À l’origine, la galerie était une circulation permettant de rejoindre la chapelle Saint-Michel depuis l’Oberhof, tandis que l’étage abritait une bibliothèque. À l’intérieur, caché désormais par la travée adjointe au XVIIe siècle se trouve l’ancienne galerie Renaissance et sa voûte curviligne retombant sur de courtes colonnes à chapiteaux d’inspiration corinthienne. Outre les ornements de ces chapiteaux, le décor sculpté comporte également des masques animaux sur les bases des colonnes et les armes de Guillaume de Honstein au milieu de la voûte.
Dès le XVIIIe siècle la galerie avait perdu son rôle de circulation, servant à enfermer les ivrognes et de dépôt de bois. Elle a ensuite été utilisée comme débarras avant qu’une partie soit convertie en sacristie. Elle a fait l’objet d’une importante restauration entre 1969 et 1973, qui a visé notamment à retirer le cloisonnement intérieur qui avait été construit au XIXe siècle.

## Mobilier

### Bénitier et fonts baptismaux

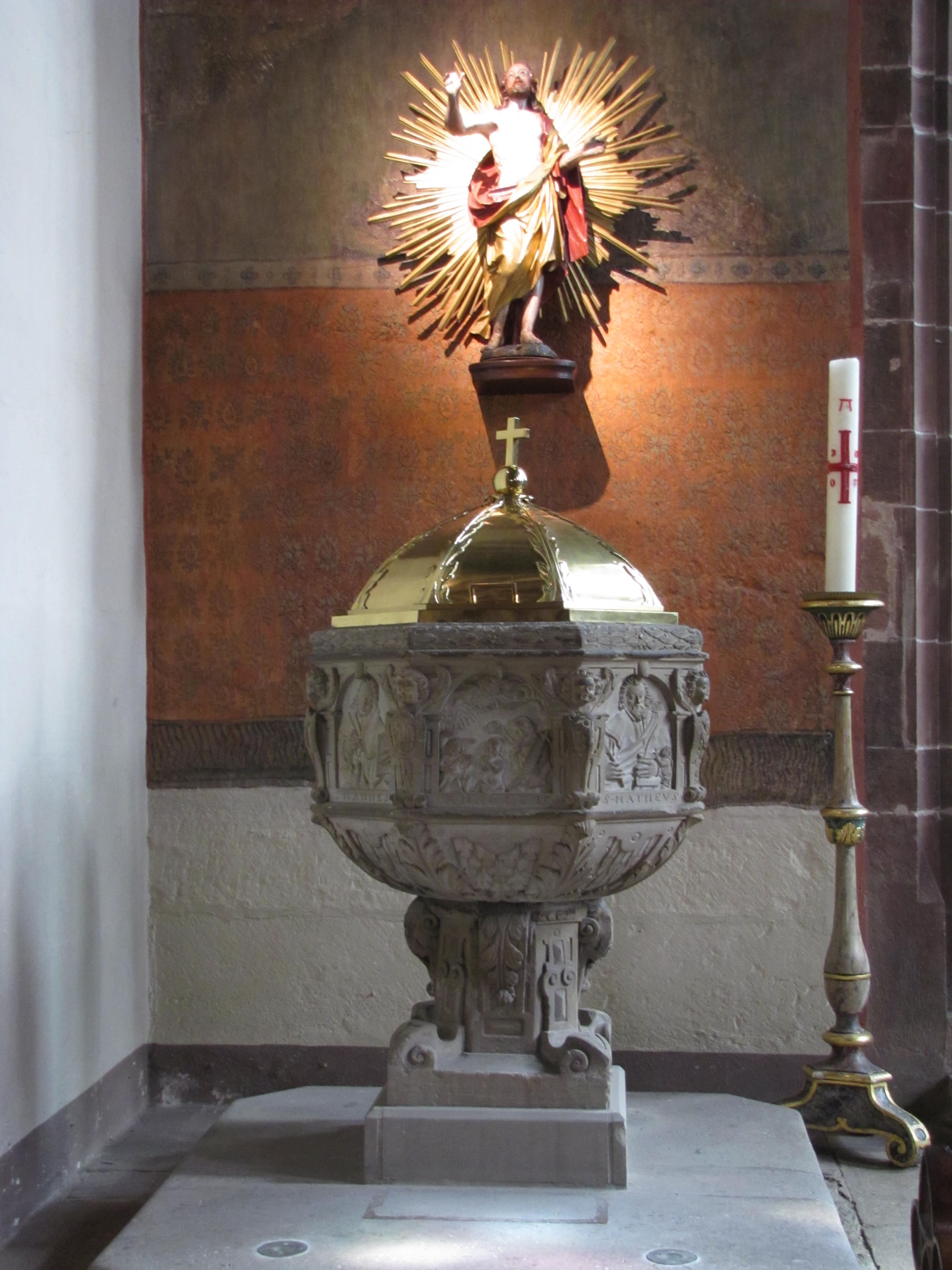
Fonts baptismaux de Hans Faber.

Les fonts baptismaux placés contre le mur oriental de la nef, près du saint-sépulcre, ont été réalisés en 1615 par le sculpteur Hans Faber,. La cuve porte sur son pourtour une représentation du baptême du Christ encadrée par les quatre Évangélistes, saint Ambroise, saint Augustin et, sur la face opposé à la scène du baptême, le chrisme. Le pied, avec ses enroulements de cuirs et ses feuilles d’acanthe, est caractéristique de la Renaissance alsacienne. Les fonts sont classés Monument Historique au titre des objets depuis le 11 décembre 1980.
D’autres fonts baptismaux à décor d’architectures gothiques se trouvent dans la chapelle Saint-Michel. Ils portent l’inscription Nisi quis natus fuerit denuo non potest videre regnum Dei. Tempore Ruperti ducis Bavariæ episcopi argentinensis – fecit Paulus Hock plebanus anno 1475 (« Si un homme ne naît de nouveau, il ne peut voir le royaume de Dieu. Fait par Paul Hock, curé, l’année 1475 au temps de l’évêque de Strasbourg Robert duc de Bavière. »).
L’ancienne galerie de Guillaume de Honstein contient bénitier, qui porte la date de 1476 sur sa corbeille ornée d’arcatures en bas-relief. Sur cette même corbeille est gravée l’inscription N+D/W/F+D/S, que Joseph Walter interprète comme signifiant Nimm dieses Wasser für deine Seele (« Prends cette eau pour ton âme »), en sa basant sur une inscription de Sainte-Sophie de Constantinople. La colonnette torsadée et l’ange sur lequel repose le bénitier sont probablement respectivement du XIXe siècle et du XVIIe siècle,. Il est classé Monument Historique au titre des objets depuis le 11 décembre 1980.

### Chaire

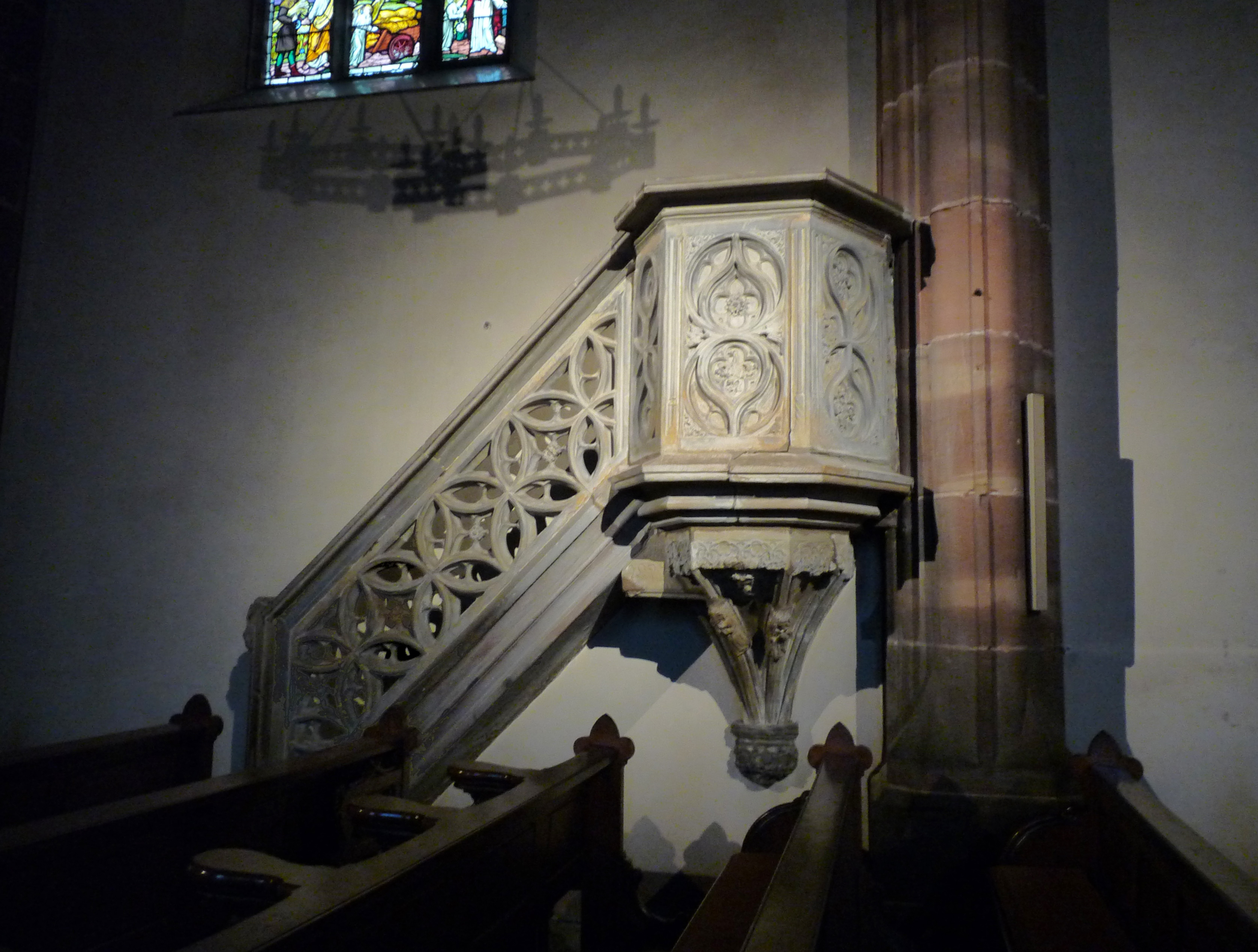
Chaire réalisée en 1495 par Hans Hammer.

La chaire de Hans Hammer se trouve dans la deuxième travée de la nef, appuyée contre un pilier. La cuve à trois pans est ornée de remplages, ainsi que de motifs végétaux et de colombes. La pyramide sur laquelle elle se trouve est ornée de frises de vignes, d’une tête de Christ en bas-relief et de deux anges en ronde bosse, qui, souriants, tiennent des reliques de la Passion, respectivement les clous et la croix. Au départ de la rampe de l’escalier se trouve une autre sculpture d’un homme en prière et tenant un chapelet. À la jonction de l’escalier et de la cuve se trouve le millésime 1495 et au-dessus de celui-ci la marque de maître de Hans Hammer, encadrée par ses initiales.
Beyer fait remarquer le caractère pataud des sculptures, mais signale leur similarité avec celles du pied de la chaire de la cathédrale de Strasbourg, qui détonnent avec le reste de l’ouvrage par la maladresse de l’exécution. Il les attribue ainsi à la même main, tandis que les autres sculptures de la chaire de Strasbourg ont d’autres auteurs.
La chaire est classée Monument Historique au titre des objets depuis le 11 décembre 1980 .

### Cloches
La Bürgerglocke tire son nom du fait qu’elle n’était pas seulement utilisée pour les offices religieux, mais aussi pour toute sorte de moments de la vie quotidienne : incendies, attaques, ouverture du marché, jour de paiement des impôts, orages, etc.. L’inscription qu’elle porte autour du bord supérieur semble cependant indiquer qu’il s’agit plutôt d’un surnom, et que la cloche a été baptisée sous le nom de Gloria. La cloche a échappé à deux reprises de justesse à la destruction : d’abord à la Révolution, alors que toutes les cloches étaient fondues pour faire des armes, par le maire qui invoqua le besoin de conserver la cloche de la ville pour les usages municipaux, puis en 1828, lorsque le curé voulu la faire fondre pour refaire une sonnerie complète ; les habitants firent alors une pétition au préfet, qui interdit le projet.
D’un diamètre d’1,39 m pour 1,15 m de hauteur et un poids estimé à 1 800 kg, la cloche sonne en mi dièse. En plus de l’inscription, elle porte une représentation de la Vierge, de l’Annonciation, du Christ au Mont-des-Oliviers, de la Crucifixion, de la Résurrection et l’allégorie du Christ et du cep de vigne, ainsi que les armoiries de Robert de Bavière. Ces dernières, ainsi que le nom Jost dans l’inscription ont fait attribuer la réalisation de cette cloche au fondeur strasbourgeois Thomas Jost entre 1440 et 1478. Elle est classée Monument Historique au titre des objets depuis le 11 décembre 1980 .
Trois nouvelles cloches ont été ajoutées à la Bürgerglocke en 1836 : Françoise (fa), Henriette (sol) et Fanny.

### Jubé
Le jubé actuel date de la fin du XVe siècle et se trouve désormais à l’extrémité ouest de la nef, où il sert de tribune à l’orgue. Il a été installé à cette place en 1717, alors qu’il se trouvait primitivement à l’opposé, où il servait cependant déjà de tribune à un orgue.
Il se présente sous la forme d’une galerie large de cinq travées couverte de voûtes à liernes et tiercerons et ouvrant vers l’ouest par des arcs brisés. Certaines des voûtes sont ornées d’écus et de visages sculptés. Il ne subsiste de la balustrade d’origine que le fragment se trouvant sur le retour nord de la tribune. Elle avait été enlevée en 1717, puis rétablie en 1825, avant d’être à nouveau supprimée en 1922 lors de l’élargissement de la tribune ; une importante section en subsiste toutefois, déposée dans l’ossuaire, ainsi que des fragments au musée de Saverne.

### Monuments funéraires et épitaphes

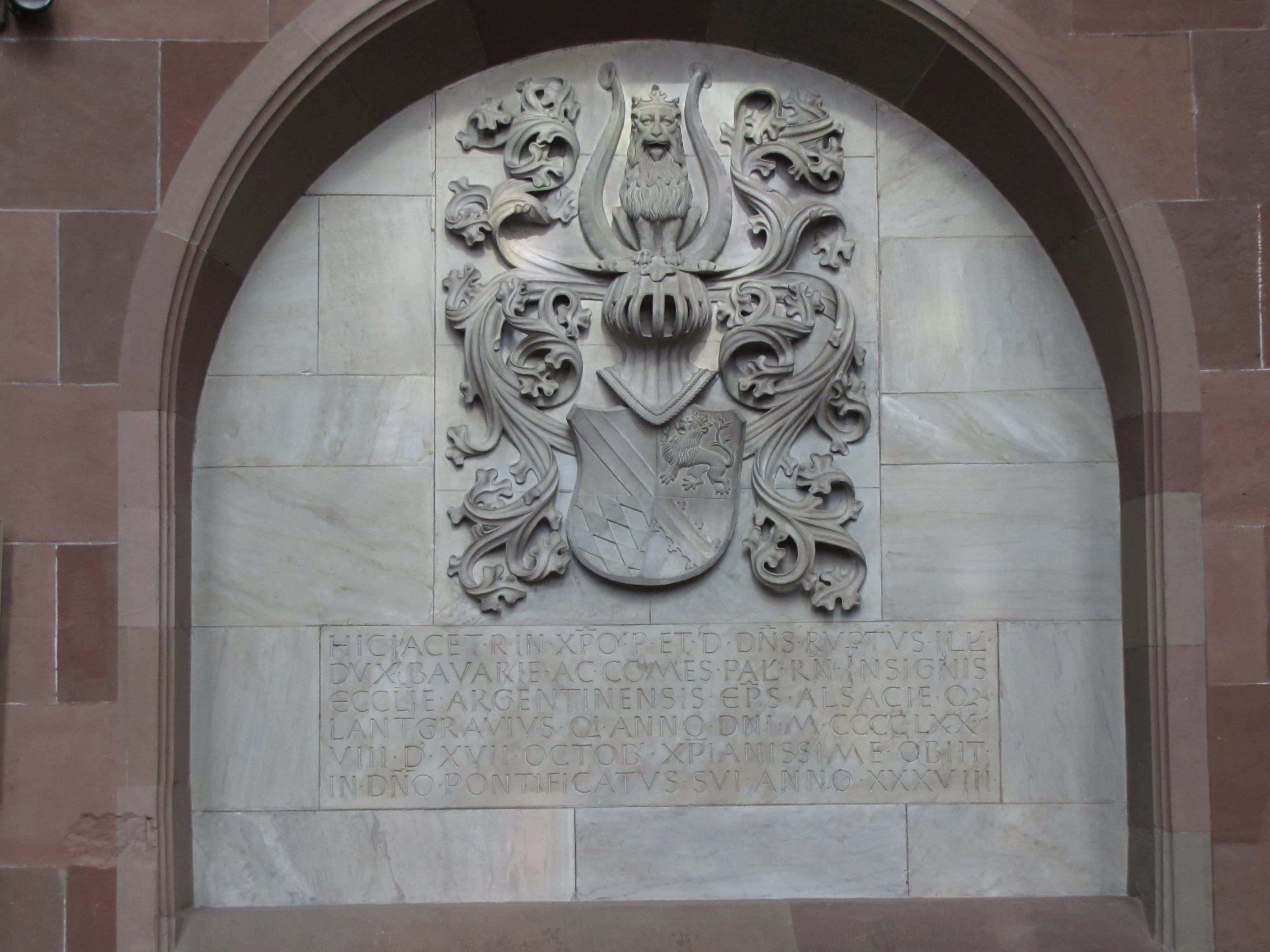
Épitaphe de Robert de Bavière.

Robert de Bavière fut le premier évêque inhumé dans l’église. Son épitaphe est incrustée dans une niche du mur nord du chœur. Elle est composée de deux éléments : au-dessus ses armoiries, surmontées d’un heaume à cimier et abondamment encadrées de lambrequins ; au-dessous se trouve l’épitaphe à proprement parler. Ce monument a été endommagé à la Révolution et a fait l’objet d’une lourde restauration en 1877.
En face de l’épitaphe de Robert de Bavière, incrusté dans le mur sud du chœur, se trouve le monument de Guillaume de Honstein, qui représente une scène de crucifixion avec l’évêque agenouillé au pied de la croix, encadré par la Vierge et saint Jean. La scène s’inscrit dans une architecture Renaissance, avec un paysage en arrière-plan représentant Jérusalem. Ce monument est attribué à Denis Roritzer et a également fait l’objet d’une importante restauration en 1877.
Il ne subsiste presque rien du grand tombeau d’Albert de Bavière, qui se trouvait le long du mur nord de la chapelle de la Vierge et avait été réalisé vers 1504 par Nicolas de Haguenau. Son aspect général est toutefois connu par plusieurs descriptions antérieures à sa destruction à la Révolution : il comportait sur le mur les armoiries de l’évêque et une dalle avec un transi particulièrement réaliste.
À noter que plusieurs autres monuments funéraires qui se trouvaient précédemment dans l’église ont été déplacés au musée de Saverne : les dalles funéraires d’Henri de Falkenstein et du comte Gerlach d’Isenbourg, les épitaphes de Michel Hammer, Christmann Latomus, Anna Wetzlerin et Jörg von Plettenberg, des fragments des tombeaux d’Érasme de Limbourg et de Claude-Paul de Beaufremont, marquis de Listenois.

### Orgues

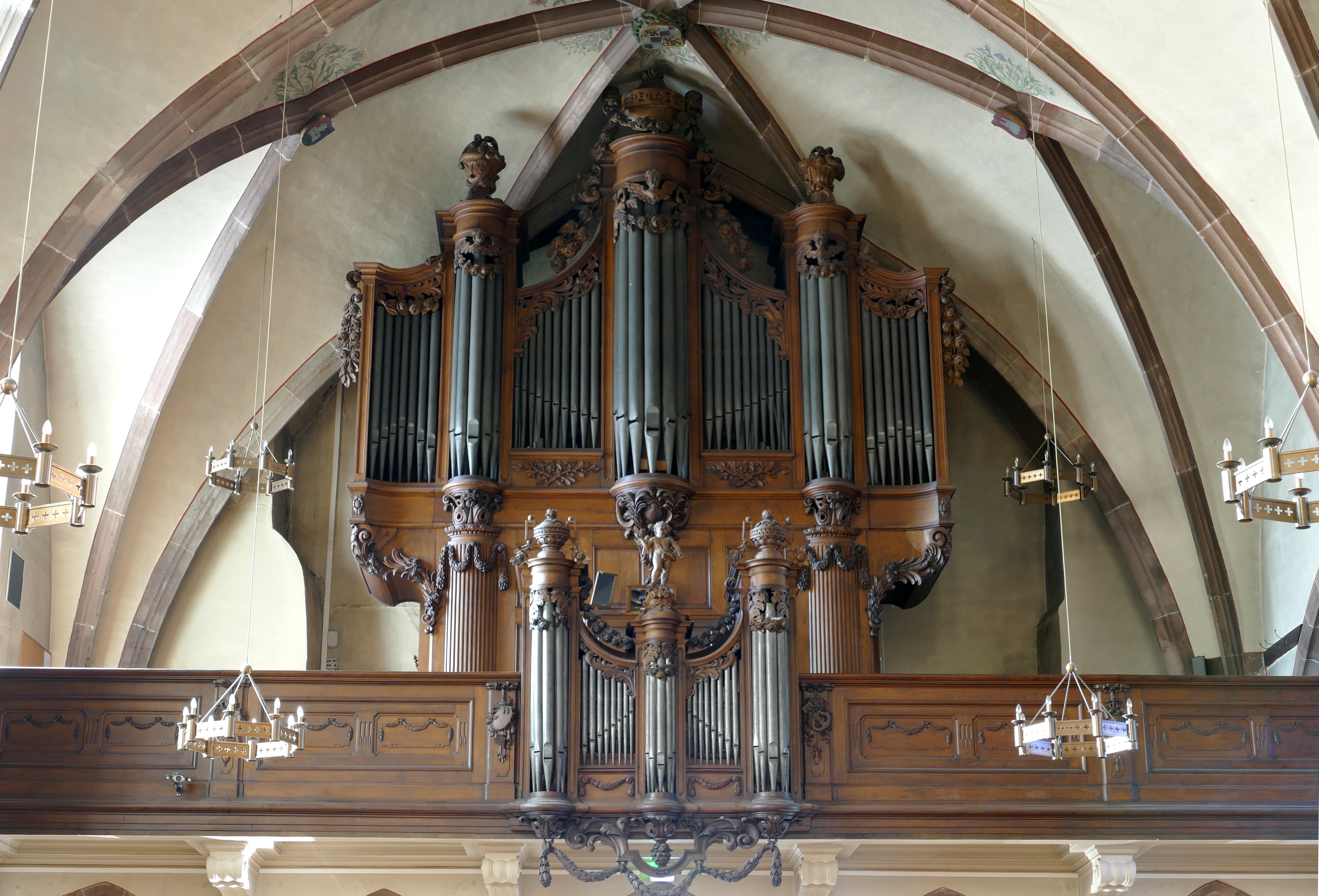
Orgue de Kraemer.

Il existe déjà un orgue au XVe siècle, comme l’indique la lettre d’introduction de la confrérie saint Wolfgang rédigée en 1489 par l’évêque Albert de Bavière. Cet instrument, dont il ne subsiste rien, se trouvait alors sur le jubé, appuyé contre le mur nord, comme l’attestent les peintures murales subsistant à cet emplacement.
Un nouvel instrument comportant vingt-deux registres est commandé à Joseph Waltrin en 1716, au moment où le jubé est déplacé contre le mur occidental de la nef. Le coût du nouvel instrument, 1500 livres et l’ancien orgue, est réparti à parts égales entre le chapitre, la ville et l’évêché. Cet orgue disposait de trois claviers superposés et un buffet de chêne à trois tourelles, mais pas de positif, qui ne fut ajouté par Waltrin qu’en 1723. La composition exacte de cet orgue est connue par le biais de Jean André Silbermann, qui en fit le relevé en 1738 et précise également que cet orgue fut vendu à l’église protestante de Ribeauvillé lorsqu’il fut remplacé en 1784, le nouvel instrument étant l’œuvre du facteur d’orgue Sébastien Kraemer.
L’orgue de Kraemer survit à la Révolution et est restauré en 1827 et 1844. Il est malgré tout en mauvais état au début du XXe siècle, ce qui rend nécessaire une lourde restauration. Celle-ci est commandée à la maison Roethinger en 1922, qui modernise l’instrument, mais en modifie aussi considérablement sa composition. L’orgue est de nouveau restauré entre 1969 et 1972 par Alfred Kern, altérant encore sa composition : à cette date, il ne subsiste ainsi de l’orgue de Kraemer que la montre 8’ et la trompette 8’ du grand orgue, ainsi que le prestant 4’ et la doublette 2’ du positif.
Le buffet et le garde corps en bois de la tribune sont classés Monuments Historiques au titre des objets depuis le 11 décembre 1980,.

### Saint-sépulcre monumental

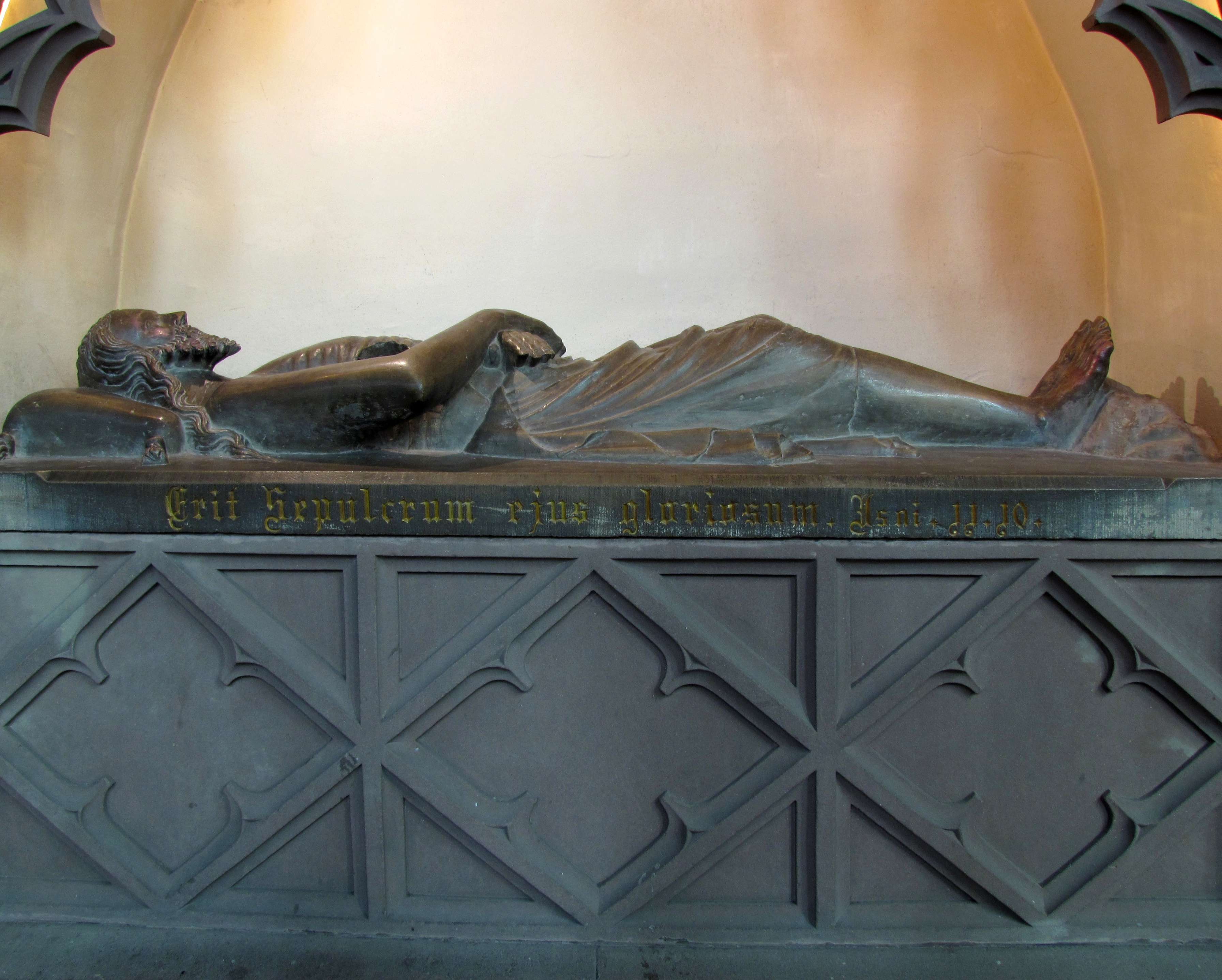
Saint-sépulcre monumental.

Les vestiges du saint sépulcre monumental se trouvent désormais dans un enfeu taillé dans le mur nord de l’extrémité orientale de la nef. Il ne subsiste du monument d’origine que le gisant, qui a été encastré à cet emplacement en 1889, assorti d’un soubassement et d’un fronton néo-gothiques réalisés par le sculpteur Auen de Saverne. Il a probablement été réalisé à la fin du XIVe siècle ou au tout début du XVe siècle, ce qui en fait un contemporain de la première campagne gothique à l’origine du chœur, et était alors accompagné de sculptures des saints Femmes, conformément au type iconographique, mentionnées lors d’une rénovation du peintre Hans Jorg en 1609. Vers la fin du XVIIe siècle, il fut remplacé  par un monument en bois tandis que le gisant était arraché et envoyé à l’église des Récollets où il demeura encastré debout dans un mur jusqu’à son retour dans l’église paroissiale en 1889. Il est classé Monument Historique au titre des objets depuis le 11 décembre 1980.

### Sculptures

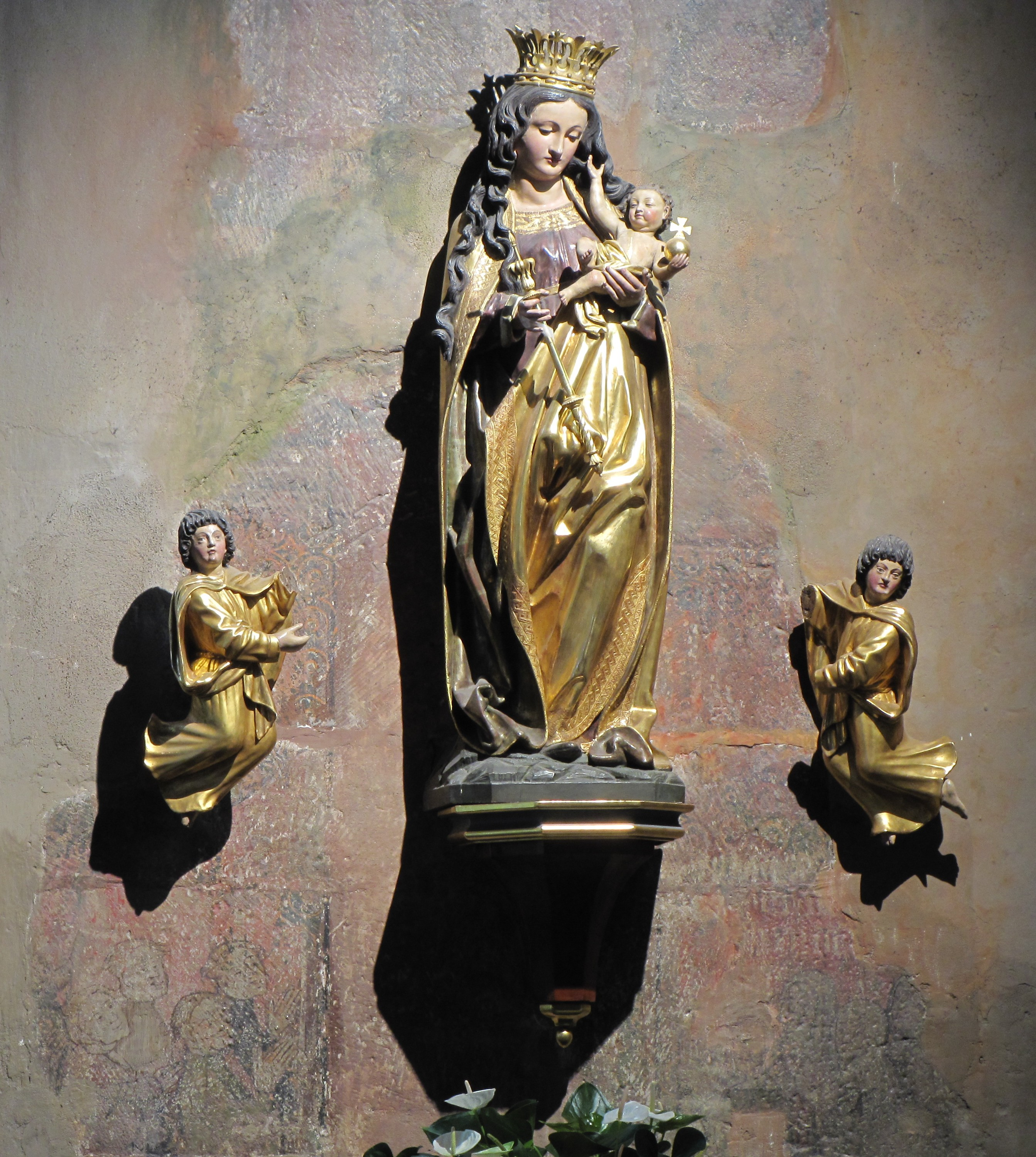
Vierge à l’Enfant et deux anges.

L’église abrite plusieurs sculptures en bois polychrome datant du Moyen Âge. Parmi celles-ci, une Vierge à l’Enfant et deux anges ont été disposés contre le mur oriental de la nef, en association avec les fresques médiévales peintes encore visibles sur le mur. La Vierge est une sculpture en bois peint polychrome réalisée entre 1486 et 1492 et attribuée par Walter Hotz à Nicolas de Haguenau. Les deux anges lui sont contemporains ou de peu postérieurs. Ces pièces sont classées Monument Historique au titre des objets depuis le 11 décembre 1980,.
La chapelle de la Vierge contient d’autres œuvres attribuées à Nicolas de Haguenau, bien que cela soit parfois contesté. Elles proviennent vraisemblablement d’un même retable réalisé à la fin du XVe siècle. Il s’y trouve ainsi un panneau représentant l’Assomption et quatre bustes d’évêques : saint Solaire, saint Valentin, saint Maximin et saint Just,. Tous ces éléments sont classés Monument Historique au titre des objets depuis le 11 décembre 1980,.
La Renaissance est représentée par un haut-relief en marbre peint représentant la Déploration, qui est incrusté dans le mur sud de la nef. Il a été réalisé à Augsbourg en 1518 par le sculpteur Adolphe Daucher et offert à l’évêque Guillaume de Honstein par le duc Georges de Saxe-Misnie. Il est classé Monument Historique au titre des objets depuis le 11 décembre 1980
Dans le porche se trouve un Christ en croix, daté de 1756 et classé Monument Historique au titre des objets depuis le 11 décembre 1980. La statue de la Vierge à l’Enfant qui occupe la niche de la façade a été installée en 1874, en remplacement d’une statue du même sujet datant du XVe siècle, qui se trouve désormais au Musée de Saverne.

## Vie cultuelle

### Moyen Âge
Les premiers curés sont mentionnés à partir de 1211. À partir du troisième quart du XIIIe siècle, il est assez rare que le titulaire réside sur place et exerce son sacerdoce : il prend alors le titre de recteur, tandis que le culte est organisé par un vice-pléban, éventuellement assisté d’un vicaire.
À partir de 1303, le curé est concurrencé par l’arrivée de l’ordre de la Steige, qui s’installe dans le couvent dit des Récollets. Un accord est rapidement établi afin de limiter les frictions, le frères promettant par exemple de ne pas confesser ou administrer les sacrements aux paroissiens qui ne disposeraient pas d’une autorisation du curé. L’influence du couvent croît cependant rapidement, au point qu’en 1425 il est question d’y intégrer la paroisse, idée rejetée par l’évêché. Celle-ci se fait cependant d’une autre manière : le 17 mai 1482, l’ordre de la Steige est sécularisé et devient le chapitre Notre-Dame, dont le siège est à partir de 1485 l’église paroissiale, désormais collégiale. La paroisse de Saverne est alors rattachée à ce chapitre, de même que celles de la Bergkirche et de Bergbieten. À partir de cette date, les curés ne sont nommés que parmi les chanoines. Conformément au rituel de l’époque, ceux-ci célèbrent le culte sur l’autel majeur situé dans le chœur, isolés de la foule des foules par le jubé, devant lequel se trouve l’autel de la paroisse.
Parallèlement, plusieurs confréries font de l’église leur siège : celle de la Très Sainte Trinité et de la Sainte Croix en 1470, de même que celle de saint Sébastien, qui rassemble les corporations des arbalétriers et celle des arquebusiers. La confrérie de saint Valentin, à laquelle adhèrent les membres de la corporation des tailleurs, déménage de l’église conventuelle à l’église paroissiale en 1483, et il s’y ajoute encore celle de saint Wolfgang en 1489. Chacune de ces confréries dispose d’un autel à l’intérieur de l’église, qui s’ajoutent ou remplacent des autels préexistants.

### Époque moderne
Les détails de la vie cultuelle sont mieux connus à l’époque moderne. Ainsi, il est établi qu’à la fin du XVIe siècle sont mises en place des messes quotidiennes débutant par le Rorate. Les temps forts de l’année religieuse sont marqués par des mises en scène illustrant le récit biblique, par exemple une représentation de Jésus entouré d’anges est hissée dans le chœur pendant la messe de l’Ascension ou une colombe représentant le Saint-Esprit lâchée à la Pentecôte. L’année est également rythmée par les processions : dans la première moitié du XVIe siècle il y a par exemple celle de saint Urbain, pour les enfants, celle du lundi de Pâques, qui se rend à Monswiller et pour laquelle un pont est spécialement construit chaque année sur la Zorn, celle de saint Marc ou encore de la Fête-Dieu.
Saverne étant le siège de l’administration épiscopale, la Réforme protestante et les courants apparentés comme l’anabaptisme y sont vigoureusement combattus, au besoin par des exécutions publiques, et ne parviennent pas à s’implanter. La ville devient en revanche un centre régional de la Contre-Réforme, où des écoles sont ouvertes afin d’améliorer la formation des prêtres. La collégiale accueille également les prêches de figures importantes de ce mouvement, comme Pierre Canisius, qui n’hésite pas à y inviter des théologiens protestants pour débattre avec eux. Elle reste également le siège de nombreuses confréries, avec de nouvelles fondations, comme la confrérie saint Michel en 1593 ou celle du Rosaire au XVIIe siècle.

### Époque contemporaine
À la suite de la Révolution, toutes les confréries sont dissoutes ; le culte catholique est interdit et temporairement remplacé dans la collégiale par le culte de la Raison. La catholicisme n’y fait son retour qu’en 1802, de même que le curé Jansen, qui avait refusé de prêter serment à l’Église constitutionnelle en 1791. À cette date, la paroisse compte environ 4 000 catholiques, mais leur nombre croît rapidement dans les décennies suivantes : ils sont ainsi un peu moins de 5 000 au milieu du XIXe siècle et 6 000 en 1900. Cette hausse entraîne la subdivision de la paroisse, avec la création d’une succursale à Ottersthal en 1845.
Pendant la Seconde Guerre mondiale, le curé est expulsé par les nazis dès le mois de décembre 1940, mais la paroisse sort relativement indemne de la guerre, ce qui entraîne après celle-ci et pour dix ans la tenue d’une procession jusqu’à Monswiller. En 1966, la paroisse catholique compte environ 7 500 fidèles et l’église de l’ancien couvent des Récollets est utilisée comme église auxiliaire pour pouvoir tous les accueillir.